# Polsko na Letních olympijských hrách 2004
Polsko na Letních olympijských hrách 2004 v Atenách reprezentovalo 194 sportovců, z toho 132 mužů a 62 žen. Nejmladším účastníkem byla moderní gymnastka Martyna Dąbkowska (15 let, 94 dní), nejstarší pak jezdec na koních Grzegorz Kubiak (41 let, 195 dní). Reprezentanti vybojovali 10 medailí, z toho 3 zlaté, 2 stříbrné a 5 bronzových.

## Medailisté
| Medaile | Jméno                            | Sport      | Disciplína                |
| ------- | -------------------------------- | ---------- | ------------------------- |
| Zlato   | Otylia Jędrzejczaková            | plavání    | ženy 200 m motýlek        |
| Zlato   | Robert Korzeniowski              | atletika   | Muži chůze na 50 km       |
| Zlato   | Tomasz Kucharski Robert Sycz     | veslování  | muži dvojskif lehkých vah |
| Stříbro | Otylia Jędrzejczaková            | plavání    | ženy 100 m motýlek        |
| Stříbro | Otylia Jędrzejczaková            | plavání    | ženy 400 m volný způsob   |
| Bronz   | Anna Rogowská                    | atletika   | Ženy skok o tyči          |
| Bronz   | Agata Wrobelová                  | vzpíraní   | ženy nad 75 kg            |
| Bronz   | Mateusz Kusznierewicz            | jachting   | muži Třída Finn           |
| Bronz   | Sylwia Gruchałová                | šerm       | ženy fleret jednotlivě    |
| Bronz   | Aneta Pastuszka Beata Sokołowska | kanoistika | ženy K2 500 metrů         |